# Dominique Frassati
Dominique Frassati, né le 29 mars 1896 à Corte (Corse), et mort dans la même ville le 10 juillet 1947, est un peintre français.

## Biographie
Né à Corte, il va y grandir jusqu'en août 1914, date à laquelle il s'engage comme volontaire pendant la Première Guerre mondiale. Gazé, il souffre des poumons et il est sur le point de perdre la vue. À la fin de la guerre, son oncle Santos Manfredi le fait venir en Argentine où il recevra des soins qui permettront de recouvrer la vue.
Son oncle envisage de lui confier la gestion d'un domaine agricole, mais Dominique Frassati retourne en Europe en 1920. Il s'installe à Paris qu'il ne quittera qu'en 1923 pour Corte, où il tentera de vivre de sa peinture, réalisant des décorations de vitrines de magasins, ainsi que des affiches pour des manifestations sportives.
En 1923, il quitte l'Europe pour l'Afrique. Il restera cinq ans à Oran où il peint des portraits, des paysages, des scènes de rue et de la vie quotidienne. Sa peinture est appréciée des notables oranais. De retour à Corte en 1928, il retourne à Paris l'année suivante pour s'inscrire à l'Académie Julian de 1929 à 1930, dans l'atelier de Paul Albert Laurens. Le 11 juin 1929, il épouse Élise Ansidei, dont il aura trois enfants.
En 1934, il retourne en Corse et s'installe à Ajaccio et, en juin 1936, il est nommé conservateur adjoint au musée Fesch, secondant François Corbellini et au départ de celui-ci, il devient conservateur en janvier 1937. L'année suivante au mois de septembre, il devient conservateur des musées de la ville d'Ajaccio.
La municipalité d'Ajaccio a donné son nom à une rue de la ville.

## Collections publiques
En Algérie
- Oran, musée Ahmed Zabana : Maternité, vers 1924, huile sur toile ;

En France
- Ajaccio, musée Fesch :
  - Quatre pêcheurs du port d'Ajaccio lisant A. Muvra, vers 1936, huile sur toile ;
  - Couple dans un pré, 1940, huile sur contreplaqué ;
  - Carnaval, 1940, huile sur contreplaqué ;
  - Portrait de François Bassoul, huile sur toile  marouflée sur carton ;
- Bastelicaccia, église paroissiale Saint-Michel : décors peints dans le chœur (détruits en 1962 et aujourd'hui remplacés par un décor du peintre Jules Marini).

## Salons
- 1924 : Salon de l'Association amicale des artistes africains

## Expositions
- 1924 : Oran, galerie Pozzalo ;
- Du 6 décembre 2008 au 31 janvier 2009 : Ajaccio, Lazaret Ollandini, Bassoul, Canavaggio, Frassati[3].